# 4746 Doi
4746 Doi је астероид са средњом удаљеношћу од Сунца која износи 3,217 астрономских јединица (АЈ).
Апсолутна магнитуда астероида је 11,7.